# Audiência de acusação
A audiência de acusação (em inglês: arraignment) é uma leitura formal de um documento de acusação criminal na presença do réu, para informá-lo do indiciamento contra ele. Em resposta a essa audiencia, em algumas jurisdições, espera-se que o acusado faça uma declaração; em outras jurisdições, nenhuma declaração é necessária. Declarações aceitáveis variam entre jurisdições, mas geralmente incluem "culpado", "inocente", e as alegações preliminares, ou pleas in bar, apresentando razões pelas quais um julgamento não pode prosseguir. Declarações de nolo contendere ('sem contestação') e a Alford plea são permitidas em algumas circunstâncias.

## Por país

### Austrália
No sistema legal australiano, a audiência de acusação é o primeiro de 11 estágios em um julgamento criminal, e envolve o escrivão do tribunal lendo a acusação formal. O juiz testemunhará durante o processo de acusação.

### Canadá
Na Colúmbia Britânica, o arraignment ocorre em uma das primeiras aparições em tribunal pelo réu ou seu advogado. O réu é questionado se se declara culpado ou inocente de cada acusação.

### França
Na França, a regra geral é que ninguém pode permanecer em custódia policial por mais de 24 horas a partir do momento da prisão. No entanto, a custódia policial pode durar mais 24 horas em circunstâncias específicas, especialmente se o delito for punível com pelo menos um ano de prisão, ou se a investigação exigir tempo extra, podendo durar até 96 horas em casos específicos envolvendo terrorismo, narcotráfico ou crime organizado. A polícia precisa ter o consentimento do procurador, o procureur. Na grande maioria dos casos, o procurador consentirá.

### Alemanha
Na Alemanha, se alguém for preso e detido pela polícia, deve ser levado perante um juiz o mais rápido possível e, no máximo, no dia seguinte à prisão.

### Nova Zelândia
Na lei neozelandesa, na primeira aparição do acusado, as acusações são lidas e é solicitada uma declaração. As declarações disponíveis são: culpado, inocente e sem declaração. A resposta de "sem declaração" permite que o réu obtenha aconselhamento jurídico sobre a declaração, que deve ser feita na segunda aparição.

### África do Sul
Na África do Sul, o arraignment é definido como a convocação do acusado para comparecer, a informação ao acusado do crime que lhe é imputado, a exigência de o acusado declarar-se culpado ou inocente, e o registro da declaração.

### Reino Unido
Na Inglaterra, País de Gales e Irlanda do Norte, a audiência de acusação é o primeiro de 11 estágios em um julgamento criminal, e envolve o escrivão do tribunal lendo a acusação.
Na Inglaterra e em Gales, a polícia não pode deter legalmente ninguém por mais de 24 horas sem acusação, a menos que um oficial com a patente de superintendente (ou superior) autorize a detenção por mais 12 horas (ou seja, um total de 36 horas), ou um juiz (que será um magistrado) autorize a detenção pela polícia antes da acusação por até um máximo de 96 horas; para crimes relacionadas ao terrorismo, uma pessoa pode ser detida pela polícia por até 28 dias antes da acusação. Se não forem liberados após a acusação, devem ser levados perante um tribunal o mais rapidamente possível.
Na Escócia, a polícia não pode deter ninguém por mais de 12 horas sem acusação, a menos que um oficial com a patente de superintendente (ou superior) autorize a detenção por mais 12 horas (ou seja, até 24 horas no total); para ofensas relacionadas a terrorismo, uma pessoa pode ser detida pela polícia por até 14 dias antes da acusação. Se não forem liberados após a acusação, devem ser levados perante um tribunal o mais rapidamente possível.

### Estados Unidos
A Sexta Emenda à Constituição dos Estados Unidos concede aos réus criminais o direito de serem notificados das acusações contra eles. De acordo com as Regras Federais de Processo Criminal dos Estados Unidos, o arraignment consistirá na leitura pública da acusação (e entrega de uma cópia) ao réu e no pedido para que ele declare.
Nos tribunais federais dos Estados Unidos, o arraignment ocorre em duas etapas. A primeira é chamada "audiência inicial de acusação" e deve ocorrer dentro de 48 horas da prisão de um indivíduo, dentro de 72 horas se o indivíduo foi preso no fim de semana e não pôde comparecer perante um juiz até segunda-feira. Durante esta fase, o réu é informado das acusações legais pendentes e é informado de seu direito de reter assistência jurídica. O juiz que preside também decide em que quantia, se houver, estabelecer uma fiança. Durante a segunda fase, o arraignment pós-acusação, o réu tem permissão para fazer uma declaração.
Em Nova Iorque, uma pessoa presa sem mandado e mantida sob custódia deve ser levada perante um tribunal criminal local para arraignment "sem demora desnecessária". Um atraso de mais de 24 horas é presumivelmente considerado desnecessário.
No estado da Califórnia, os arraignments devem ser conduzidos sem demora desnecessária e, em qualquer caso, dentro de 48 horas da prisão, excluindo fins de semana e feriados.

## Forma do interrogatório
A redação do interrogatório varia de jurisdição para jurisdição. No entanto, geralmente ela se conforma com os seguintes princípios:
- A pessoa acusada (réu) é abordada pelo nome;
- O indiciamento contra a pessoa acusada é lida, incluindo a suposta data, hora e local da infração (e às vezes os nomes das testemunhas do estado e a faixa de punição para a(s) acusação(ões));
- A pessoa acusada é perguntada formalmente como ela se declara.

## Interrogatório por vídeo
O interrogatório por vídeo é a realização do processo de interrogatório usando algum tipo de tecnologia de videoconferência. O uso do sistema de interrogatório por vídeo permite que o tribunal conduza o processo de interrogatório necessário sem a necessidade de transportar o réu para o tribunal, utilizando uma ligação de vídeo entre o local onde o réu está detido e o tribunal.
O uso do processo de interrogatório por vídeo aborda os problemas associados ao transporte de réus. O transporte de réus requer tempo, coloca demandas adicionais nas organizações de segurança pública para garantir a segurança do público, do pessoal do tribunal e para a segurança da população detida. Ele também aborda os custos crescentes do transporte.

## Declarações de culpa e inocência
Se o réu se declara culpado, geralmente segue uma audiência preliminar. O tribunal não é obrigado a aceitar uma declaração de culpa. Durante a audiência, o juiz avalia a infração, os fatores atenuantes e o caráter do réu, e proferi a sentença.
Se o réu se declara inocente, uma data é marcada para uma audiência preliminar ou um julgamento.
Antes, um réu que se recusava a declarar-se culpado (ou "ficava em silêncio") estava sujeito a peine forte et dure (Termo do dialeto jurídico francês para "punição forte e dura"). Hoje, em jurisdições de common law (direito comum), o tribunal entra com uma declaração de inocência para um réu que se recusa a fazer uma declaração. A justificativa para isso é o direito ao silêncio do réu.

## Liberdade antes do julgamento
Esta é também a etapa em que argumentos a favor ou contra a liberdade antes do julgamento e fiança podem ser apresentados, dependendo do crime alegado e da jurisdição.